# Автокриза
:
«Автокриза» (італ. «Autocrisi») — соціально-фантастичний роман  італійського письменника П'єрфранческо Проспері, вперше опублікований у 1971 році.
Роман був перевиданий у 1997 році під назвою «Автокриза. Американські хроніки»  і є першим романом у трилогії, присвяченій майбутньому автомобіля.

## Редакційна історія
Роман був вперше опублікований у 1971 році, перевиданий у 1976 році як подвійний том у парі з романом Nel nome dell'uomo Джанні Монтанарі . У 1997 році вона була перевидана під назвою «Автокриза». Американські хроніки в антології Автокриза 2020-го року, остання також містить продовження роману під однойменною назвою Автокриза 2020-го року. Європейські хроніки.   Цикл, що складається з трьох книг, завершується романом Autocrisi³ (2021);  цей останній твір повторює події першої книги серії та містить двох головних героїв роману 1971 року, Дейвіда Лендіса та Майка Спрінгера. 

## Стислий сюжет
У 1990-х роках людство мало контакт з іншопланетянами: планами Дакота. Дві найбільші автомобільні компанії, GenerAuto і ChrysFord, які володіють майже повною монополією на наземну автомобільну промисловість, розуміють, що планета походження іншопланетян є новим і багатим ринком, і починають агресивну політику з метою примусового продажу своєї продукції. На Дакоті створюються умови для розвитку автомобільного транспорту шляхом будівництва доріг, шосе, відкриття заводів і автосалонів. Жителі Дакоти незабаром усвідомлюють, яку ціну їм доводиться платити у вигляді нещасних випадків і загибелі людей за розвиток автомобілів на їхній планеті, і вирішують розірвати контракти з Землею, змусивши промисловість значно покращити безпеку. 
Дейвід Лендіс — дослідник у ChrysFord, якого за допомогою хитрощів переконали залишити компанію, щоб його найняв конкурент GenerAuto та здійснив там промислове шпигунство. Невдовзі Лендіс завоював повну довіру нової Компанії, маючи змогу побачити таємні плани автоматичних магістралей. Однак чоловіка виявляють і піддають стиранню пам’яті — процедурі, яка порушує функції його мозку. Випадково його знаходить дакопієць Стейндак, який належить до ліги, яка бореться проти автомобілізації. Лендіс лікується на Дакопі, і йому повертається пам’ять, інформуючи інопланетян про новий проект автоматичних доріг, який, хоча і обіцяє явне покращення безпеки на дорогах і різке зниження смертності внаслідок аварій, не реалізується промисловістю через його високу економічність витрати. Завдяки інформації, отриманій від Лендіса, Стейндук і його Ліга змушують ChrysFord і GenerAuto впровадити нову технологію в наземну та дорожню систему Дакопі. 

## Премії та визнання
Твір виграв першу «Італія» , що відбулося в Трієсті в 1972 році, в категорії «Особистий роман або антологія». Того ж року роман було відзначено премією на першому «Євроконі» як один з найкращих фантастичних романів попереднього року.

## Видання
- Autocrisi. Galassia. Casa Editrice La Tribuna. 1971. с. 152.
- Piero Prosperi (1976). Autocrisi (35). Casa Editrice La Tribuna: 308.
- Piero Prosperi (1997). Autocrisi. Le cronache americane (11). Perseo libri: 314.
- Autocrisi. Urania collezione. Mondadori. 2011.